# Waskom
Waskom ist eine Stadt im Harrison County im Bundesstaat Texas in den Vereinigten Staaten. Das U.S. Census Bureau hat bei der Volkszählung 2020 eine Einwohnerzahl von 1910 ermittelt.
Waskom ist Teil der sozioökonomischen Region Ark-La-Tex, die Teile der vier Bundesstaaten Arkansas, Louisiana, Oklahoma und Texas umfasst.

## Geographie
Waskom liegt im Nordosten des Bundesstaates Texas im Süden der Vereinigten Staaten, inmitten einer Seenlandschaft, die sich vom Nordosten Oklahomas bis in den Osten von Texas zieht. Waskom befindet sich etwa mittig zwischen den vier großen Seen Martin Lake, Lake O' the Pines, Caddo Lake und Cross Lake.
Nahegelegene Orte sind unter anderem Greenwood (3 km südöstlich), Shreveport (10 km östlich), Scottsville (13 km nordwestlich) und Marshall (15 km nordwestlich).

## Geschichte
Waskom wurde 1871 errichtet als Zwischenstopp für Händler, die auf dem Handelsweg von Shreveport nach Dallas unterwegs waren. 1872 wurde eine Bahnstation errichtet. 1884 lebten etwa 150 Menschen in Waskom. Es gab zwei Kirchen, eine Schule, ein Sägewerk sowie vier Getreidemühlen.
1924 wurde nahe der Stadt Öl entdeckt, wodurch die Bevölkerung sehr schnell auf etwa 1000 anstieg. 1933 lebten hier 1117 Menschen, es gab 37 lokale Geschäfte oder Unternehmen. Bis 1946 sank die Bevölkerungszahl auf 564, stieg jedoch nach der Entdeckung neuer Gasvorkommen erneut an. Waskom profitierte zu dieser Zeit von der Lage nah an der Grenze zu Louisiana, da dort die Öl- und Gaspreise höher waren.

## Verkehr
Im Süden der Stadt verläuft der Interstate 20, der vom Westen Texas’ durch sechs Bundesstaaten bis nach South Carolina führt. Zentral durch die Gemeinde verläuft außerdem der U.S. Highway 80.

## Demographie
Die Volkszählung 2000 ergab eine Bevölkerungszahl von 2068, verteilt auf 790 Haushalte und 571 Familien. Die Bevölkerungsdichte betrug 289,3 Menschen. 75,1 % der Bevölkerung waren Weiße, 15,8 % Schwarze, 0,6 % Indianer und 0,2 % Asiaten. 7,2 % entstammten einer anderen Ethnizität, 1,3 % hatten zwei oder mehr Ethnizitäten, 9,9 % waren Hispanics oder Lateinamerikaner jedweder Ethnizität. Auf 100 Frauen kamen 99 Männer. Das Durchschnittsalter lag bei 35 Jahren, das Pro-Kopf-Einkommen betrug 13.080 US-Dollar, womit 24,2 % der Bevölkerung unterhalb der Armutsgrenze lebten.
Zur Volkszählung 2010 stieg die Einwohnerzahl auf 2160.

## Söhne und Töchter der Stadt
- Shelby Singleton (1931–2009), Musikproduzent
- Junior Moore (* 1953), Baseballspieler[2]